# جون فلوريان سوا

الرسوم البيانية المفاهيمية

جون فلوريان سووا، (ولد في 1940) عالم كمبيوتر أمريكي، وخبير في الذكاء الاصطناعي وتصميم الكمبيوتر، ومخترع الرسوم البياني المفاهيمي.

## السيرة الذاتية
حصل سوا على درجة البكالوريوس في الرياضيات من معهد ماساتشوستس للتكنولوجيا عام 1962م، ودرجة الماجستير في الرياضيات التطبيقية من جامعة هارفرد في عام 1966م، ودرجة الدكتوراه في علوم الكمبيوتر من جامعة فريجي في بروكسل عام 1999م عن أطروحة بعنوان "تمثيل المعرفة: منطقي، فلسفي، والمؤسسات الحسابية"
قضى سوا معظم حياته في شركة IBM، والتي بدأت عام 1962 في مجموعة IBM  للرياضيات التطبيقية. على مر العقود، اجرى ابحاثا وطور مجالات ناشئة في علوم الكمبيوتر من المجمعين، لغات البرمجة، وهندسة النظم، إلى الذكاء الاصطناعي وتمثيل المعرفة. في التسعينيات ارتبط سوا بمركز أي بي أم التعليمي في نيويورك. على مدار السنوات، قام بتدريس دورات في معهد أبحاث انظمة IBMجامعة بينغامتون، وجامعة ستانفورد، والجمعية اللغوية الأمريكية، جامعة كيبيك في مونتريال، وهو زميل جمعية تطوير الذكاء. الاصطناعي.
بعد التقاعد المبكر من IBM في عام 2001 أسس سوا VivoMind Intelligence,inc  مع Arun K.Majumdar. مع هذه الشركة، كان يطور تقنية تنقيب البيانات وقواعد البيانات، وتحديدا «الانطولوجيا» عالية المستوى للذكاء الاصطناعي والفهم الآلي للغة الطبيعة. ويعمل سوا مع شركة Kyndi Inc. التي أسسها أيضا ماجومدار.
جون سوا متزوج من العالمة اللغوية كورا انجير سوا، ويعيشان في كروتون اون هدسون، نيويورك.

## العمل
كان اهتمام سوا البحثي منذ سبعينيات القرن الماضي في مجال الذكاء الاصطناعي والانظمة الخبيرة واستعلام قواعد البيانات المرتبط باللغات الطبيعية. يجمع في عمله أفكار من العديد من التخصصات والعصور الحديثة والقديمة، على سبيل المثال، تطبيق أفكار من أرسطو، سكولاستيك العصور الوسطى لالفريد نورث وايتهيد بما في ذلك نظرية مخطط قاعدة البيانات، ودمج نموذج تشبيه الباحث الإسلامي ابن تيمية في أعماله.

### الرسم البياني المفاهيمي
اخترع سوا الرسوم البيانية المفاهيمية، تدوينا بيانيا للمنطق واللغة الطبيعية، استنادا إلى الهياكل في الشبكات الدلالية وعلى الرسوم البيانية الموجودة لتشارلز س.بيرس. نشر المفهوم في مقال عام 1976 بعنوان «الرسوم البيانية المفاهيمية لواجهة قاعدة البيانات» في مجلة IBM Journal of Research and Development. وأوضح ذلك في كتاب الهياكل المفاهيمية: معالجة المعلومات في العقل والآلة في عام 1983.
في الثمانينيات من القرن الماضي، تم تبني هذه النظرية من قبل عدد من مجموعات البحث والتطوير في جميع أنحاء العالم. وعقدت مؤتمرات دولية حول الهياكل الماهيمية (ICCS) منذ عام 1993م، بعد سلسلة من ورش عمل الرسم البياني التي بدأت في عام 1986.